# 名鉄8800系電車
名鉄8800系電車（めいてつ8800けいでんしゃ）は、名古屋鉄道（名鉄）が1984年から2005年まで運用した特急用の電車である。愛称は「パノラマDX」（パノラマデラックス）。
名鉄の社内では5000系以降の高性能車について「SR車」と呼称していることに倣い、本項でもそのように表記し、特に区別する必要がない場合は7000系・7500系をまとめて「パノラマカー」、7000系特急専用車については「白帯車」、本形式8800系については「パノラマDX」、1000系については「パノラマSuper」と表記する。また、特定の編成について記す場合は、豊橋方先頭車の車両番号をもって編成呼称とする（例：豊橋方先頭車の車両番号がモ8801の編成であれば「8801編成」）。

## 概要
観光特急用の車両として7000系・7500系「パノラマカー」よりも豪華な車内設備とし、日本では初めて最前部の展望席を高床式（ハイデッカー構造）とした車両で、一般公募により「パノラマDX（デラックス）」という愛称がつけられ、1985年には鉄道友の会より第28回ブルーリボン賞受賞車両に選出された。

### 登場の経緯
名鉄は1961年以降に特急車両としてパノラマカーを登場させていた。その後、パノラマカーの開発にかかわった白井昭はその発展型として「パノラマドームカー」の構想を策定した。これは編成の前後だけではなく中間部にも床面を上げた2階席ドームを設けることによって、先頭部の展望席とは異なる眺望を旅客に提供しようというものであった。この案は実際に検討され検討用の模型や2階席のモックアップも製作されたが、当時の社長だった土川元夫が「時期尚早」という判断を下したため、実現はしなかった。
その後1980年代に入ると、登場後20年を経過したパノラマカーの後継となる特急車両の登場が望まれるようになった。この時期になると行楽旅行の形態にも変化があり、家族や小グループ単位での旅行が多くなっていた。また名鉄沿線はマイカーの普及率が高く、小グループ単位での旅行に対応するためには、マイカーの良さを鉄道車両に導入することが必須であると考えられた。こうした考え方を元に、マイカーにはないゆとりとくつろぎを乗客が得られるように、マイカーよりもゆったりとした居住空間を備えた個室様式の客室とした上、先頭の展望席はハイデッカー構造とすることによって、新たな魅力を付加することとした。また、車両愛称も一般公募により決定することになった。
この構想のもとに登場したのが、8800系「パノラマDX」である。

## 車両概説
本節では、登場当時の仕様を基本とし、増備途上での変更点とサ8850形については別途節を設けて記述する。更新による変更については沿革で後述する。編成については、#編成表を参照。

### 車体
制御電動車 (Mc1・Mc2)は全長19,880 mmの全鋼製車体で、側面窓は隅を大きな半径としており、窓の幅は1,700 mmである。レール上面から床面までの高さは、先頭部分の展望室では床を高くしたハイデッカー構造としたことから1,800 mm、それ以外の客室では1,100 mmである。客用扉は幅800 mmの2枚折戸を2か所に配した。車体色は薄いクリーム色を基調としてスカーレットの帯を窓の上下に配し、車体裾部分と屋根肩部分はグレーとした。

### 内装
| 展望席 |  | 2人区分室 |
| 展望席 |  | 2人区分室 |

| 4人区分室（左） |  | 6人区分室の座席 |
| 4人区分室（左） |  | 6人区分室の座席 |

客室の構成は、前寄りの扉より前方を展望席、それより後ろの部分には2人用と4人用の区分室を3室設け、後ろ寄りの扉の両側は6人用区分室とした。内装の配色は豪華で落ち着いた感じにまとめることをねらい、天井と窓枠はパール色、窓の下は濃いクリーム色とし、通路部分は青色の絨毯、客席部分には全面にベージュ色の絨毯を敷いた。客席部分の絨毯は、床から200 mm上の窓下壁面まで回りこんでいる。
客室の照明は間接照明を設けたほか、主照明は2人区分室・4人区分室は荷棚に収め、6人区分室では天井中央に設けた。
客室ごとの仕様は以下のとおりである。
展望席
座席は前向きに固定された2人がけ座席をシートピッチ950 mmで配置した。前方がよく見えるように背もたれの高さを低くしたほか、腰掛部分の床面高さを座席1列ごとに50 mmずつ高くした。最後部の座席設置部分の床面高さはレール面から1,950 mmとなり、当時の日本の鉄道車両では最高の位置に設置された旅客用座席であった。座席には回転収納式の枕（ヘッドレスト）を設けた。座席の表地（モケット）の色は金茶色とした。
2人区分室
前後方向に1,960 mmの長さの区分室とし、幅610 mmのリクライニングシートを向かい合わせに配置した。この座席は窓側へ20度、通路側で15度の位置に回転することが可能で、座席の表地は茶色である。また、通路部分との仕切り（パーテーション）は、完全に仕切ると窮屈に感じられることから透明ガラスとし、パノラマDXが結ぶ観光地を表現する模様を配した。
4人区分室
前後方向と仕切りについては2人区分室と同様で、幅1,110 mmの2人がけ固定ソファー座席を向かい合わせに配置した。モケットは2人区分室と同様茶色である。
6人区分室
通路をはさんで幅1,960 mmの3人がけソファー座席を設けた。壁面は木目模様とし、モケットは2人区分室と同様茶色である。
豊橋方先頭車の後端部には車掌室を設けた。車掌室は扉では仕切られておらず、オーディオサービス用のラジオとテープレコーダーを装備した。岐阜方先頭車の後端部に車内販売の準備を行うためのサービスコーナーを設けており、冷蔵庫と温蔵庫（おしぼり蒸し器）を設置した。
客室内には各車両5か所に、プラズマディスプレイを使用した速度計を設けた。これは速度が上昇するにつれてパノラマDXの側面イラストが表示されるもので、速度に応じて棒グラフのように車両イラストが長くなり、レールも後方に流れるように動くように見える。

### 主要機器
主要機器については廃車になった7000系からの流用で、制御装置・制動装置（ブレーキ）は7000系と同一である。

#### 電装品
主制御器は、東芝のMC-11C形で、多段電動カム軸式パッケージ型制御装置である。
主電動機については、東洋電機製造の補償巻線付直流直巻整流子電動機であるTDK-825/1-A形で、出力は75 kWである。駆動方式も7000系と同様の中空軸平行カルダン駆動方式で、歯数比の78:16=4.875という設定も7000系と同様である。制動装置（ブレーキ）については、7000系と同様に発電ブレーキ併用のHSC-D形電磁直通ブレーキが採用された。

#### 台車
台車は、モ8800形については住友金属工業製のS型ミンデン式空気ばね台車であるFS384形台車が採用された。他の電装品を7000系から流用しているのに対してパノラマDXでは年式の新しい台車を使用するため、廃車になった7000系のFS335形台車を7700系や年式の新しい7000系に流用し、それらの車両が装着していたS型ミンデン式台車をパノラマDXに流用している。

#### 運転室
運転士が乗務する乗務員室（運転室）は、乗務員の視界を妨げず、また展望室からの前方展望も妨げないうえ、展望室部分は地方鉄道の車両定規に収めるという条件のもとに、実物大のモックアップを製作した。モックアップによる検討の結果、運転室の床面をレール面から785 mmに設定し、運転室の床面から天井までを1,780 mmに設定することにより、運転室内で直立することも可能となった。

#### その他機器
空調装置は、15,000 kcal/hの冷房能力・8,600 kcal/hの暖房能力を有するRPU-4002形を、各車両に2基ずつ搭載した。先頭車の空調装置のうち1台は展望室用である。
補助電源装置は出力60 kVAのCLG-326-D形電動発電機を、電動空気圧縮機はD-3-FR形を採用した。
連結器は、先頭部分が密着自動連結器、編成中間は棒連結器である。M式自動解結装置を装備しており、7000系や5500系など他のSR車とも連結が可能である。

### 増備途上での変更点
1987年製造（2次車）
2両編成2本が製造された。展望室の座席はシートピッチを縮小して前後5列としたほか、最前列と2列目は親子3人が並んで座れるように幅の広い座席とした。また、6人区分室は廃止され、4人区分室を1室増加させた。2人区分室は開放型座席に変更され、パーテーションを廃止して360度回転の1人がけ座席に変更されたほか、もともと6人区分室があったデッキと車端部の間には完全に仕切られた4人用個室を設けた。
1989年製造（付随車）
3両編成化のためにサ8850形のみ4両を製造し、すべて奇数番号車。台車については、S型ミンデン式空気ばね台車であるFS098形台車を新造した。海側（豊橋から岐阜に向かう場合の左側）には4人区分室を5室配置し、山側（豊橋から岐阜に向かう場合の右側）には360度回転の1人がけ座席9席配置した。また、床面を8 cm高くし、ソファーが10脚配置された定員10人のラウンジを設け、ラウンジ内に給茶機も設けられた。また、サ8857に限り、試験的に衛星放送受信装置を設けた。豊橋方車端部にはトイレと洗面所が設けられた。

## 沿革

### 登場当初から3両編成化まで
パノラマDXはまず2編成が導入され、1984年12月15日から営業運行開始となり、初日には犬山遊園駅と内海駅で「発車式」が行われた。1編成が南知多と犬山を結ぶ特急に運用され、もう1編成は団体やイベント用に使用された。この当時、名鉄における特急の座席指定料金は250円であったが、パノラマDXについては500円の料金が設定された。また、パノラマDXの車内ではおしぼりのサービスや車内販売も行われた。

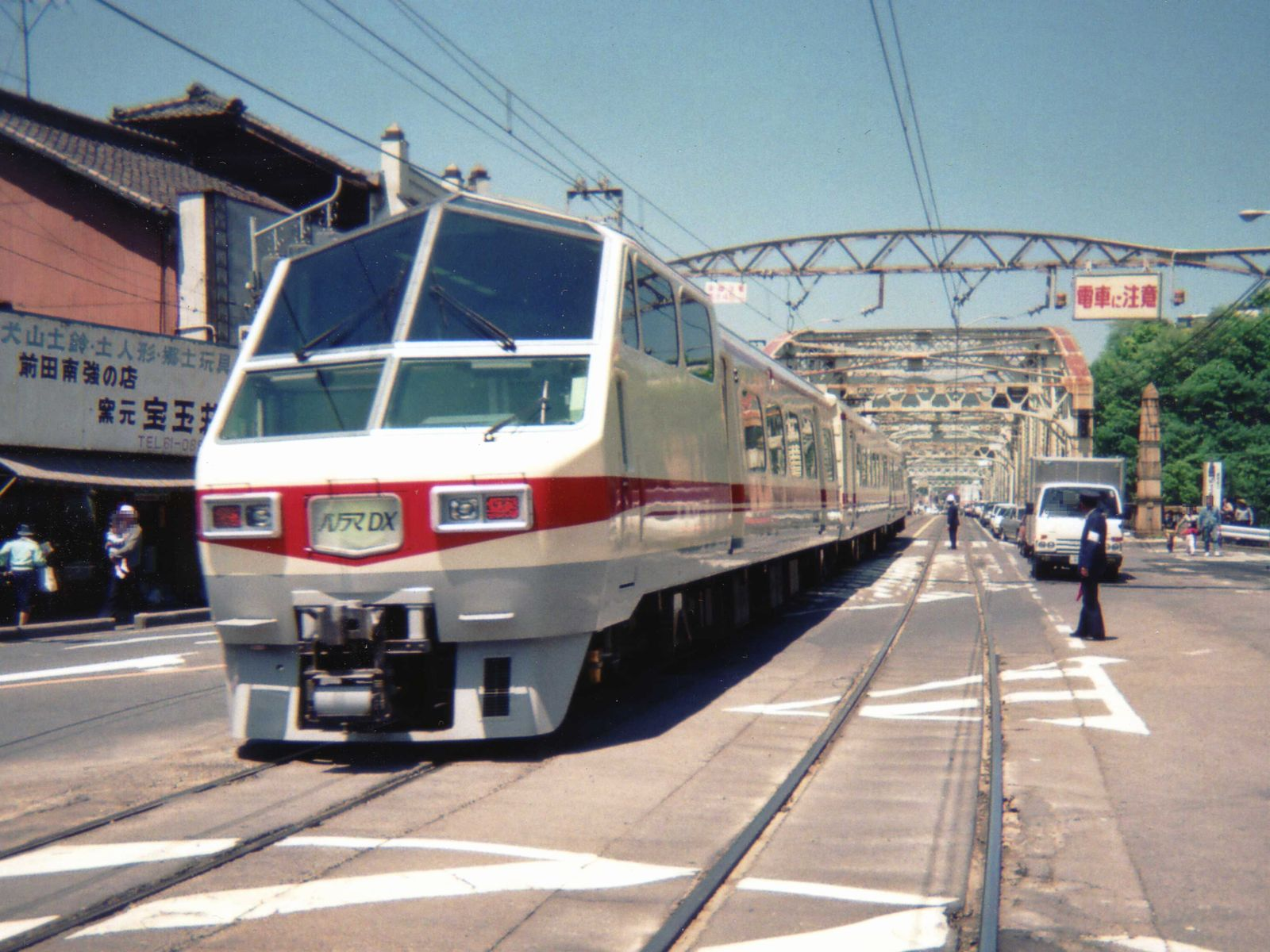
犬山橋を通過するパノラマDX

翌1985年の正月初詣輸送では豊川線にも乗り入れたが、この時にパノラマDXが使用された臨時特急は、白帯車との連結となったため、同じ列車でありながら車両によって座席指定料金が異なる金額となった。また、初詣団体列車にもパノラマDXが使用されたが、豊川線の線路容量が不足していたため、定期列車に使用されていたAL車と連結するという光景も見られた。パノラマDXはAL車とは本来連結できないため、この時は定期列車の運転士とパノラマDXの運転士が警笛で合図をしながら協調運転を行った。この年、パノラマDXは鉄道友の会のブルーリボン賞を受賞した。この車体構造は、翌年に登場した伊豆急行「リゾート21」をはじめとして、その後に登場した前面展望車両にも影響を与えているといわれている。1987年には2編成が増備されたが、このときの増備車では展望席の座席増加など、一部の仕様変更が行われている。
1989年には中間車が増備され、同年7月15日からはすべての編成が3両編成での営業運行を開始した。3両編成化にあたっては、先頭車の座席モケットや絨毯を交換したほか、主電動機の出力更新（75 kW→90 kW、限流値320 A→380 A、弱界磁率40 %→33 %）と耐雪ブレーキ装備の追加が行われている。

### 近郊都市間特急へ転用
| 3両編成化されたパノラマDX |  | 改装された中間車の車内 |
| 3両編成化されたパノラマDX |  | 改装された中間車の車内 |

しかし、その後観光特急の利用者数減少に伴い、1992年11月24日のダイヤ改正ではパノラマDXの運用が変更されることになった。
用途変更にあたって、団体用車両として運用されることになった8807編成を除いた3編成について、中間車の内装が通常の2人がけ回転リクライニングシートに変更されたほか、展望席の定員は1次車に合わせて前後4列に統一された。また、2次車の4人個室も6人区分室に変更された。用途変更後のパノラマDXは西尾線と津島線に直通する近郊都市間特急に運用され、この時にパノラマDXの座席指定料金は他の列車と同様の金額に変更された。
その後、特急は最高速度を120 km/hにすることとなり、最高速度が110 km/hのパノラマDXは淘汰の対象となった。このため、2005年1月29日のダイヤ改正で全車両が運用を外れ、3月までに全車両が廃車となった。
廃車後、モ8803の前頭部分のみが舞木検査場に保存展示されている。また、解体されたモ8802のヘッドマークやリクライニングシートなどの廃車発生品は名鉄資料館に保存された。2020年12月の同館閉館後は名鉄グランドホテルの客室に移設され、名鉄電車ルーム8802と名付けられている。

## 編成表
凡例Mc …制御電動車、T …付随車（後ろの数字が1なら奇数番号・2なら偶数番号）
CON…制御装置、MG・SIV…補助電源装置、CP…電動空気圧縮機、PT…集電装置

### 2両編成
登場当時の編成。
|          | ← 豊橋・内海・蒲郡/岐阜・鵜沼・佐屋 → |        |
| 形式     | モ8800                                | モ8800 |
| 区分     | Mc1                                   | Mc2    |
| 車両番号 | 8801                                  | 8802   |
| 車両番号 | 8803                                  | 8804   |
| 車両番号 | 8805                                  | 8806   |
| 車両番号 | 8807                                  | 8808   |
| 自重     | 40.5 t                                | 39.0 t |
| 搭載機器 | MG,CP                                 | CON,PT |
| 定員     | 46                                    | 46     |

### 3両編成
1989年7月15日以降の編成。
|          | ← 豊橋・内海・蒲郡/岐阜・鵜沼・佐屋 → |        |        |
| 形式     | モ8800                                | サ8850 | モ8800 |
| 区分     | Mc1                                   | T      | Mc2    |
| 車両番号 | 8801                                  | 8851   | 8802   |
| 車両番号 | 8803                                  | 8853   | 8804   |
| 車両番号 | 8805                                  | 8855   | 8806   |
| 車両番号 | 8807                                  | 8857   | 8808   |
| 自重     | 40.5 t                                | 34.0 t | 39.0 t |
| 搭載機器 | MG,CP                                 | SIV,CP | CON,PT |
| 定員     | 46                                    | 39     | 46     |